# Sport-boules
Le sport-boules (encore appelé boule lyonnaise, jeu de boules, jeu national, la lyonnaise, jeu lyonnais ou la longue par confusion avec le jeu provençal de la pétanque), ainsi renommé en 1981, d'origine lyonnaise, est un sport d'équipe en doublette ou quadrette, qui consiste à placer le maximum de boules le plus près possible d'une petite sphère de bois servant de but. Le joueur est tireur ou pointeur. La Fédération française du sport-boules comptait 64 900 licenciés en 2009.
Il est surtout pratiqué dans les régions de Lyon, Dauphiné, Savoie, Auvergne, Pyrénées, et Île-de-France.
Cette pratique est répertoriée par l'Inventaire du patrimoine culturel immatériel en France depuis 2012.

## Historique
Sous les noms de « jeu de boules » ou « jeu national » cette discipline voit le jour au XVIIIe siècle dans la région de Lyon, d’où son surnom de « boule lyonnaise ». C’est en 1850 que ce jeu est élevé au rang de sport, avec la création de la première société officielle : « le Clos Jouve ». Le premier concours dûment réglementé a lieu à Lyon les 3, 4 et 5 juin 1894 sur 63 jeux où évolueront 1 200 joueurs. Puis, en 1900, les joueurs commencent à se regrouper en secteurs puis en fédérations régionales. En 1922, les fédérations régionales du Rhône, du Dauphiné, de l'Ain, des deux Savoie, des Alpes-Maritimes et de la Loire se regroupent sous l'appellation « Union nationale des fédérations boulistes ». En 1933, sur décision de l'assemblée générale, l'UNFB devient la Fédération nationale des boules (FNB). En 1942, la FNB devient Fédération française de boules (FFB). Elle met en place une nouvelle structure avec de bas en haut : associations sportives, les comités départementaux, les comités boulistes régionaux et le comité directeur de la FFB. En 1946, création de la Fédération internationale de boules. En 1957, la FFB est admise au Comité olympique français. Les boules y sont reconnues comme sport de démonstration. En 1972, la FFB fête son cinquantenaire, elle compte 3 907 sociétés et 167 049 licenciés dont 17 760 jeunes. En 1980, la FFB est affiliée au ministère de la Jeunesse et des Sports et deviendra en 1981 la Fédération Française du sport-boules. En 1984, premier championnat de France des clubs sportifs.
Depuis 1997, le sport-boules est au programme des jeux méditerranéens et des jeux mondiaux. On note beaucoup de grands sportifs, parmi lesquels les noms de Jars, champion du monde, ou de Vedrine, entraîneur national, qui animent les championnats divers, entre autres.

## Le terrain

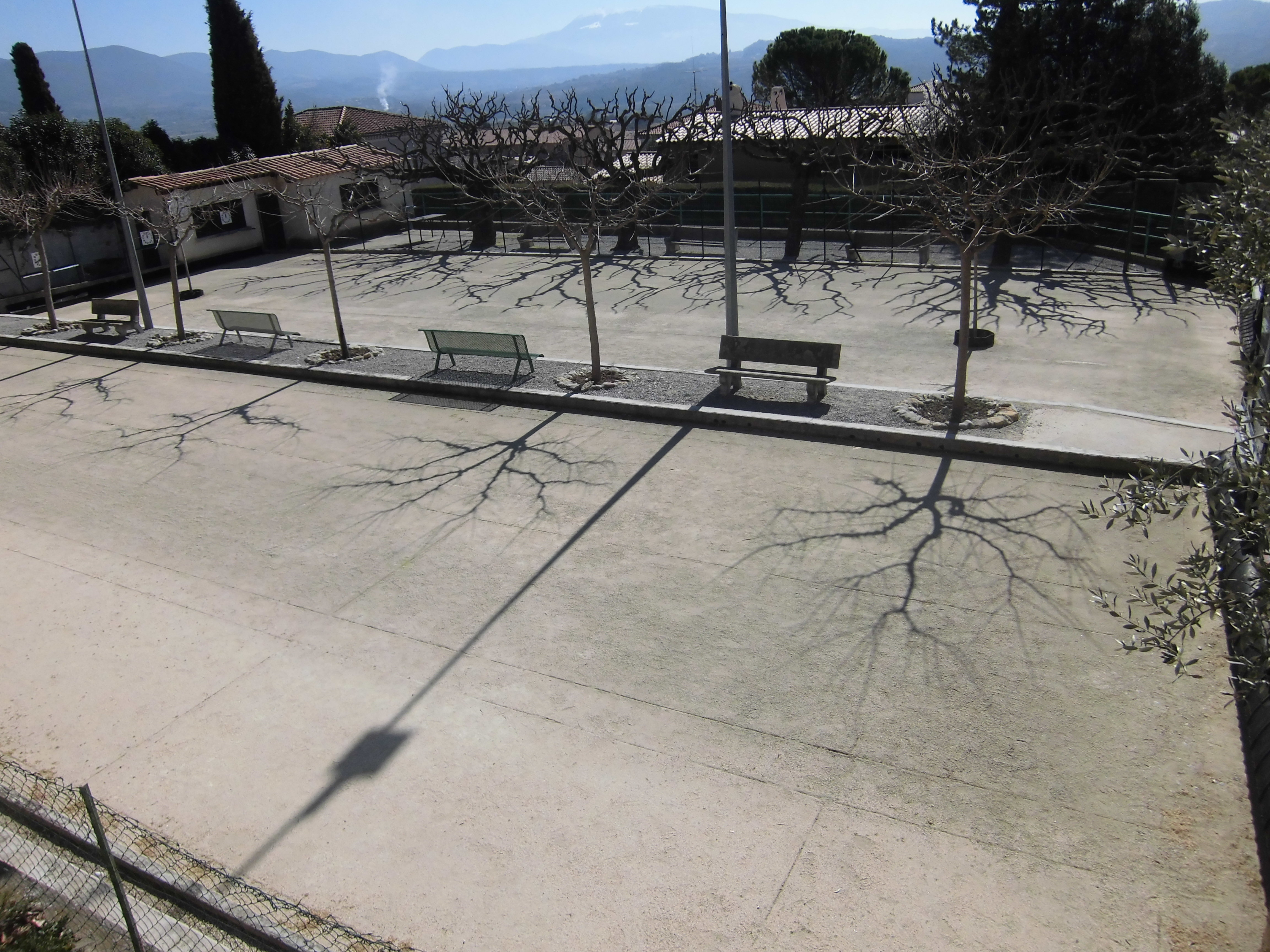
Terrain de boules à la lyonnaise à Vinsobres.

La partie se déroule, sur un terrain délimité. Celui-ci doit mesurer 27,50 m de long et de 2,5 à 4 m de large. Il est divisé en trois zones principales : au milieu, une aire libre de 12,50 m de long et à chaque extrémité deux autres espaces mesurant chacun 7,50 m de long. Ces deux zones (l'une de jeu, l'autre où le joueur peut lancer sa boule) sont compartimentées de façon identique : à l'intérieur du cadre, une ligne située à 0,50 m du bord délimite une partie neutre dans laquelle les boules et le but sont considérés comme perdus.
Une deuxième ligne, située à 2 m de la première, est appelée raie de but ; elle indique la distance maximale à laquelle le but peut être lancé.
La troisième ligne, ou raie de pied, tracée à 5 m de la précédente (à 7,50 m du bord du cadre) limite la zone dans laquelle le joueur peut évoluer pour lancer sa boule.
Lorsque le but est jeté, celui-ci doit s'arrêter entre la raie de but et la raie de pied, c'est-à-dire qu'il se trouve toujours à une distance minimale de 12,50 m du joueur.

## Les boules et le but
Les joueurs choisissent leurs boules en fonction de la taille de leur main, de leur poste et de leur technique. Ce choix doit cependant s'opérer dans certaines limites : le diamètre de la boule varie de 90 à 110 mm (mais les boules de plus 100 mm sont très rares), et son poids doit être compris entre 900 et 1 200 g. Elles sont donc sensiblement plus lourdes que celles de la pétanque. La distance étant également plus grande, l'effort impulsé doit être plus important, ce qui explique la course nécessaire avant le lancer, permettant de gagner de la vitesse. Pour les catégories féminine (88 mm) et d'âges inférieures à 15 ans, il est autorisé des boules plus petites et plus légères. Les boules sont constituées de bronze (avec ou sans remplissage). Ces boules doivent être bien équilibrées, et le plombage, qui consiste à ajouter une petite charge sur l'une des faces de la sphère, est interdit.
Les boules sont creuses, mais certaines, dites « racleuses » comportent un rembourrage, une ou plusieurs masses internes noyées dans un matériel élastique. Cette conception permet d'amortir très sensiblement les rebonds par transfert d'énergie vers la masse interne.
Le but lui-même est toujours en bois (en principe du buis) d'un diamètre compris entre 35 et 37 mm ; il ne doit être ni ferré ni gravé.

## Les équipes
On peut jouer aux boules en simple un contre un, et chaque joueur dispose alors de quatre boules. Deux équipes peuvent également s'affronter. Lorsqu'elles ont chacune deux joueurs, on les appelle des doubles et chaque équipier possède 3 boules. Des équipes à trois joueurs sont des triples et à quatre joueurs, ce sont des quadrettes. Dans ces cas, chaque équipier possède deux boules. On peut aussi jouer en triple avec trois boules au tireur (dans ce cas, il est le seul à pouvoir tirer une boule) et deux aux pointeurs. C'est ce que l'on appelle le système Charton du nom de son créateur.

## Le principe du jeu
Le principe du jeu est très simple. Il s'agit pour chaque équipe d'envoyer un maximum de boules plus près du but que ne le sont celles de l'équipe adverse. Chaque boule ainsi placée vaut 1 point et la partie se joue en 13 points.
Au début de la partie, l'équipe désignée jouer la première lance une boule le plus près possible du but : c'est ce qu'on appelle pointer. Un joueur de l'autre équipe tente alors de ravir le point en envoyant une de ses boules plus près encore du but en évitant de déplacer une boule ou le but de plus de 50 cm car dans ce cas la boule jouée est perdue et l'adversaire a le choix de remettre en place l'objet déplacé ou de le laisser à son nouvel emplacement selon son avantage. La même équipe continue ainsi à lancer ses boules jusqu'à ce qu'elle ait fait mieux que la première. Si elle y parvient avant épuisement de ses boules, l'autre équipe essaye de lui reprendre le point, soit en pointant à nouveau, soit en tirant pour chasser une ou plusieurs des boules de l'adversaire. Lorsque toutes les boules ont été ainsi pointées ou tirées, les équipes comptent le nombre de points, qui correspond au nombre de boules qu'une équipe a réussi à placer plus près du but que la boule adverse la plus proche.
Une réglementation particulière au sport-boules concerne le tir. Le tireur désigne l'objet (boule ou but) qu'il annonce. Il  peut alors s'attacher à cet objet dans son tir ou à une boule autre mais située à l'intérieur d'un cercle de centre l'objet annoncé, y compris les boules de sa propre équipe. Ses adversaires tracent donc un arc de cercle de 50 cm de rayon et de longueur variable en amont de l'objet annoncé. Ils tracent également une raie à 0,50 m et de longueur 15 à 20 cm en amont de tous les objets sans distinction de camp situés dans le rayon de 0,50 m et en aval de l'objet annoncé.
Un tir est régulier lorsque :
- la boule n'a pas été sifflée par l'arbitre (pour faute de pied, mauvais placement des partenaires…) ;
- le point de chute n'est pas à plus de 0,50 m de l'objet annoncé ;
- il n'est pas à plus de 0,50 m de l'objet frappé en premier et se trouvant dans le 50 de l'objet annoncé ;
- l'objet frappé en premier n'est pas à plus de 0,50 m de l'objet annoncé.

Sinon la boule est annulée, ainsi que ses effets : comme l'emplacement des autres boules a été marqué, celles qui ont été illégalement déplacées sont remises à leur place, sauf si l'adversaire y trouve son avantage.
Les compétitions de sport boules (locales, régionales, nationales, internationales) sont soumises à une réglementation très stricte, un ou plusieurs arbitres étant désignés pour chaque compétition.

## Épreuves sportives
Le sport-boules, à part les parties connues traditionnelles, est aussi un sport physique qui nécessite un entrainement spécifique. Les épreuves comme le tir progressif ou le tir rapide en double en sont les exemples représentatifs où les Français font partie des meilleures nations mondiales avec des coureurs comme Sébastien Grail et Fabien Amar, multiples champions du monde de ces disciplines.
L'objectif est de toucher un maximum de boules, placées de part et d'autre du terrain, pendant une durée de 5 minutes.
Ces épreuves nécessitent d'effectuer des courses en aller-retour (courses similaires au test de Léger) tout en réalisant sa technique de tir.
Le record mondial actuel de tir progressif est de 51 touches sur 51 tentatives effectué par Sébastien Grail, et égalé par Guillaume Abelfo.
Pour le tir en relais, il est de 61 touches sur 61 tirs.

## Palmarès des championnats de France Quadrettes
| Année | Lieu du championnat    | Équipe                                            |
| ----- | ---------------------- | ------------------------------------------------- |
| 2000  | Perpignan              | Ayral ‐ Niel ‐ Anglade ‐ Vera ‐ Bergougnon        |
| 2001  | Mâcon                  | Meunier ‐ Byczyck ‐ Vanel ‐ Cocco ‐ Bouvery       |
| 2002  | Aix-les-Bains          | Michel ‐ Dupraz ‐ Morel ‐ Persico ‐ Carvalho      |
| 2003  | Grenoble               | Gonnet ‐ Bilon ‐ Grail ‐ Perrier ‐ La Posta       |
| 2004  | Aix-en-Provence        | Gonnet ‐ Bilon ‐ Grail ‐ Perrier ‐ La Posta       |
| 2005  | Chambéry               | Faure ‐ Martinez ‐ Didier ‐ Battimenza ‐ Fournier |
| 2006  | Le Puy-en-Velay        | Faure ‐ Martinez ‐ Didier ‐ Battimenza ‐ Fournier |
| 2007  | Mâcon                  | Gonnet ‐ Majorel ‐ Amar ‐ Dubuis ‐ Béraud         |
| 2015  | Finale du Tarn         | Escande Henri - Catégories super lourd            |
| 2016  | Villefranche-sur-Saône | Escande Henri en solo                             |
| 2017  | Toulouse               | Escande Henri en solo                             |

## Les grands rendez-vous
Durant toutes les saisons ont lieu de grandes compétitions nationales (super 16) ou internationales (Tournois de Pentecôte de Lyon se déroulant sur plus de trois jours, plus grosse compétition de boules au monde avec plus de 14 000 participants et plus de 300 jeux). À la fin de l'année 2011, le meeting « GDP Vendôme » a été créé par Fabrice La Posta et Sébastien Grail, champions du monde en doublette en 2011, à Feltre, en Italie. C'est une compétition sur 3 concours réunissant les 16 meilleures équipes, constituées des joueurs les plus titrés du monde. Au XXe siècle, le Tournoi de Pentecôte à Lyon s'est déroulé souvent place Bellecour, alors entourée de palissades en bois. Toutefois les amplificateurs et sonorisations du tournoi mettaient en évidence les confrontations, avec un animateur, Jo Darlay's, qui habitait du reste dans le clos bouliste Albert Thomas. Très connu des fêtes lyonnaises, il avait aussi réalisé une chanson spéciale pour '"la longue" (Attention j'tire la boule) avec le pianiste Paul Rivier de Radio-Lyon sur une de ses musiques (Ya un serin dans l'buisson).

### Super 16
Le Super 16 est une compétition bouliste regroupant les meilleures équipes de France. Les 16 meilleures équipes quadrettes ou les 32 meilleures équipes doublettes du championnat s'affrontent durant les différentes étapes du Super 16, qui ont lieu tout au long de la saison.
Les compétitions en double ou en quadrette se déroulent sur deux jours. Regrouper l'élite traditionnelle a pour but de développer et médiatiser le Sport-Boules auprès d'un plus large public avec l'ambition de susciter l'intérêt de la presse sportive et des télévisions.
- Saison 2005/2006
  - Super 16 en doubles les 24 et 25 septembre 2005 à Mâcon
  - Super 16 en quadrettes les 1 et 2 octobre 2005 à Nice
  - Super 16 en quadrettes les 10 et 11 décembre 2005 à Belley
  - Super 16 en quadrettes les 18 et 19 mars 2006 à Eybens
  - Super 16 en quadrettes les 1 et 2 avril 2006 à Montauban
  - Super 16 en quadrettes les 29 et 30 avril 2006 à Romans

## Le sport-boules au niveau international
Chaque année un championnat du monde a lieu dans les catégories −18 ans et −23 ans tandis que le championnat du monde adulte a lieu une année sur deux, étant donné qu'un championnat d'Europe a lieu lors des années sans championnats mondiaux.
Les nations les mieux représentées lors de ces championnats sont l'Italie et la France en première ligne, accompagnées de nombreuses nations d'Europe centrale (Croatie, Slovénie, Serbie, BIH, Monténégro...)
L'émergence impressionnante de la Chine a bouleversé la hiérarchie féminine mondiale, puisqu'elle surclasse les championnats principalement de catégorie sportives depuis 3 ans.
Depuis quelques éditions certaines nations émergent lors de ces championnats telles que l'Argentine et ou les pays du Maghreb même si ce sont la plupart du temps les nations phares du sport-boules qui récoltent le plus grand nombre de médailles.
Le sport-boules est désormais représenté dans les 4 coins du monde, où de nombreuses délégations participent désormais aux compétitions internationales (Brésil, Australie, Chine, États-Unis...).
(Pour mémoire à Paris en 1900 dans le cadre de l'exposition universelle liée aux jeux olympiques, premiers et seconds furent des équipes françaises de quadrettes (1er Mouranchon, commis ambulant des postes à Paris, Clapier, commis rédacteur à Paris, Gaud, restaurateur  parisien, et Bouvier de Lyon; 2es Carrier, Correiller, Billard et Jussel, de Levallois-Perret) ; en partie de berges, la quadrette Lugno, Chevallier, Couffon, et Guilloteau, de Saint-Mandé l'emporta sur l'équipe Schmitt du président de la société de Saint-Mandé, cette dernière fournissant ses terrains aux participants olympiens.)

## Philatélie
En 1958, un timbre intitulé Jeu de boules rouge et brun-orange de 12 francs gravé par Raoul Serres est émis par la Poste. Il fait partie d'une série Jeux traditionnels et porte le numéro YT 1161.